# Jacques Fouroux

a Compétitions nationales et continentales officielles uniquement.

b Matchs officiels uniquement.
Dernière mise à jour le 16 novembre 2013.
Jacques Fouroux, surnommé le Petit Caporal, né le 24 juillet 1947 à Auch et mort le 17 décembre 2005 dans la même ville, est un joueur et un entraîneur de rugby à XV. Évoluant au poste de demi de mêlée, il est le capitaine de l'équipe de France qui réalise le Grand Chelem lors du Tournoi des Cinq Nations 1977 en alignant les quinze mêmes joueurs lors des quatre rencontres.
Formé au FC Auch où il débute en équipe première dès 1965 à l'âge de 17 ans, il se reconvertit après sa retraite en tant qu'entraîneur, notamment pour l'équipe de France de 1981 à 1990 avec laquelle il remporte le Grand Chelem en 1981 et en 1987, et dispute la finale de la première Coupe du monde en 1987. Entraîneur du FC Grenoble, et alors en conflit avec la FFR, il se voit privé du titre de champion de France 1993 à la suite d'une finale polémique.
Son nom reste également intrinsèquement lié au rugby à XIII, un sport dans lequel il crée une ligue professionnelle en 1995 : la France Rugby League.

## Biographie

### Joueur

#### Les premières années
Surnommé le Petit Caporal en raison de son allant à mener son équipe, de son caractère bien trempé et de sa petite taille pour un joueur de rugby (1,63 m), son parcours en club fut modeste car il évolua dans des clubs de second rang.
Il joue son premier match en équipe première du FC Auch en 1965 mais le club ne compte finalement pas sur lui la saison suivante le jugeant trop petit.
Il joue ensuite à Cognac, La Voulte, où il arrive l'année suivant le titre, et avec lequel il atteint les huitièmes de finale du championnat de France et les demi-finales du Challenge Yves du Manoir en 1971, les seizième en 1972, 1974, 1975 et 1976, et les quarts de finale en 1973. Il fait ensuite son retour à Auch, club dans lequel il débute en junior.
Il est retenu par le comité de sélection pour débuter face à l'Irlande lors du Tournoi de 1968. Jo Maso, avec lequel il doit constituer la paire de demi de l'équipe de France, se blesse et le comité décide prendre finalement la paire de Lourdes, Jean-Henri Mir et Jean Gachassin,. Il dispute finalement son premier match quatre ans plus tard, en 1972, en Irlande. Ce match, le deuxième disputé cette année-là face au même adversaire, est programmé pour aider la fédération irlandaise, privée des deux matches du Tournoi de 1972, les Écossais et les Gallois ayant décidé de ne pas se rendre en Irlande en raison du conflit nord-irlandais. En automne, il rencontre la Roumanie dans un match  difficile où la France s'impose. Lors de cette rencontre, il est associé à Jean-Pierre Romeu. À cette période, il ne fait pas l'unanimité pour occuper le poste en équipe de France : le journal L'Équipe réalise un sondage qui place Richard Astre en tête avec 71,26 % des suffrages, devant Fouroux avec 13,69 et Max Barrau 12,73.
Il doit ensuite attendre 1974 pour débuter dans le Tournoi des Cinq Nations, face au pays de Galles puis contre l'Angleterre, deux rencontres terminées par des nuls. Il se rend en juin en Argentine pour vaincre à deux reprises les Pumas, la paire Fouroux-Romeu s'avérant particulièrement importante lors du deuxième test remporté 31 à 27. Il est capitaine en octobre lors d'une victoire 19 à 15 face à la Roumanie à Bucarest. L'Afrique du Sud, qui a besoin de se réhabiliter après une déroute durant l'été face aux Lions (trois défaites et un nul), dispute deux rencontres en France, avec des victoires des Springboks par 13 à 4 à Toulouse puis 10 à 8 au Parc des Princes.
Après une défaite importante à Paris pour l'ouverture du Tournoi 1975 face aux Gallois, il est absent lors du match suivant face aux Anglais en raison d'une blessure, laissant ainsi la place à Richard Astre, qui grâce à une grande performance à Twickenham, s'assure de la place de demi de mêlée jusqu'à la fin du Tournoi. Fouroux est présent lors de la tournée en Afrique du Sud, mais il ne participe pas aux deux tests face aux Springboks. Il participe toutefois à une rencontre face à une sélection multiraciale, comptant cinq Springboks dont le capitaine Morné du Plessis. Cette sélection s'impose sur le score de 18 à 3,.

#### Les années de gloire
À l'automne, Jacques Fouroux et Richard Astre sont mis en concurrence face aux Argentins. Fouroux, grâce à une victoire importante sur le score de 39 à 0 face la Roumanie, obtient le droit de commencer le Tournoi des Cinq Nations 1976. Les Français s'appuient sur un pack surpuissant et dirigé à la perfection par Fouroux. Le groupe des avants stable, avec un seul changement, Francis Haget par Jean-François Imbernon pour cause de blessure, depuis le premier match d'octobre face aux Pumas, est de nouveau la principale raison de la victoire face à l'Irlande avec quatre essais, dont un de Fouroux. Les Français s'inclinent ensuite à Cardiff face aux Gallois sur le score de 19 à 13, après s'être vus refuser en fin de rencontre un essai qui pouvait leur permettre d'obtenir le nul,. En juin, lors de la première tournée des Français aux États-Unis, Fouroux évite à l'équipe de France une défaite face à une sélection des clubs de la côte d'Ouest. Lors du test face aux Américains, les Français s'imposent 33 à 14.
La concurrence entre Astre et Fouroux se poursuit en automne : après une victoire étriquée de l'équipe menée par Fouroux face aux Australiens, celle dirigée par Astre une semaine plus tard s'impose nettement, toujours face au même adversaire. C'est finalement le match face aux Roumains qui décide du détenteur du poste de titulaire pour le Tournoi 1977 : avec une défaite 15 à 12 en Roumanie, Astre dispute son dernier match sous le maillot bleu,.
| Nation             | J | V | N | D | PP | PC | Pts |
| ------------------ | - | - | - | - | -- | -- | --- |
| France             | 4 | 4 | 0 | 0 | 58 | 21 | 8   |
| Pays de Galles (T) | 4 | 3 | 0 | 1 | 66 | 43 | 6   |
| Angleterre         | 4 | 2 | 0 | 2 | 42 | 24 | 4   |
| Écosse             | 4 | 1 | 0 | 3 | 39 | 85 | 2   |
| Irlande            | 4 | 0 | 0 | 4 | 33 | 65 | 0   |

Légende :
J matches joués, V victoire, N matches nuls, D défaites
PP points pour, PC points contre
Pts points de classement
T Tenant du titre.
Les Français commencent leur Tournoi lors de la deuxième journée, face au pays de Galles, vainqueur des deux derniers Tournois, dont un Grand chelem lors de l'édition précédente. À Paris, les Français s'imposent 16 à 9 grâce à un rugby méthodique s'appuyant sur un pack surpuissant. Le deuxième match du Tournoi se déroule dans des conditions détestables : après les révélations que la FFR a récusé l'arbitre écossais Norman Sanson, de peur selon la presse britannique d'être trop sanctionnée, les Français sont accueillis à Twickenham sous les huées et les crachats. Grâce à un essai de François Sangalli à la suite d'une récupération de Fouroux, les Français s'imposent sur le score de 4 à 3. Après cette confrontation, les Français reçoivent les Écossais à Paris. Ce match aurait pu tourner mal avec un coup de poing de Gérard Cholley sur Donald McDonald (en), geste qui n'est finalement pas sanctionné par l'arbitre. Les Français s'imposent sur le score de 23 à 3. Fouroux, victime d'une fracture du nez dès le début de la rencontre, tient son poste tout au long de la rencontre. Malgré la condamnation du geste de Cholley par Ferrasse lors du dîner d'après match, le XV est reconduit pour la dernière rencontre face aux Irlandais. Malgré une bonne résistance de ceux-ci qui mènent même à la mi-temps, les Français imposent leur puissance pour remporter le match par 15 à 6. Ils remportent le deuxième Grand chelem de l'histoire de l'équipe de France, réalisant celui-ci en ne concédant aucun essai, fait unique dans l'histoire du Tournoi, et uniquement avec les mêmes quinze joueurs, autre cas unique,.
La tournée en Argentine voit l'opposition entre Élie Pebeyre, désigné président du comité de sélection au début de 1977, adepte d'un jeu plus offensif et élargi, et Jean Desclaux, l'entraîneur, qui avec le soutien des joueurs dont Fouroux, préconise le jeu actuel basé sur l'efficacité et la puissance. Après une première victoire 26 à 3, les Français concèdent un match nul sur le score de 18 partout, le premier lors des confrontations entre les deux équipes. Ce résultat est vivement critiqué par Élie Pebeyre.
Pour le premier test de la tournée des Néo-Zélandais, qui ont remporté la série de tests face aux Lions durant l'été, Fouroux conduit son équipe à la victoire, 18 à 13, en s'appuyant une nouvelle fois sur la puissance du pack où seuls Bastiat et Rives sont absents pour blessures, remplacés par Jean-Luc Joinel et Alain Guilbert,. La semaine suivante, les All Blacks utilisent une technique inédite sur les touches, touche réduite à deux joueurs, pour accélérer le jeu et éviter les confrontations avec le pack français. Ils s'imposent à Paris sur le score de 15 à 3.
Pour le traditionnel match face à la Roumanie, la France s'impose difficilement 9 à 6 à Clermont-Ferrand. Lors de cette rencontre, qui sera également le dernier match international de Jean-Pierre Romeu, Fouroux s'explique vertement avec Élie Pebeyre en présence des autres joueurs. Il lui signifie sa retraite internationale : « Je sais que vous voulez me virer de l'équipe, je ne vous donnerai pas ce plaisir. Je m'en vais avant que vous me mettiez dehors ».
Il est aussi l'un des cofondateurs des Barbarians français en 1977. Le 1er mai 1980, il participe au premier match des Barbarians français contre l'Écosse à Agen. Les Baa-Baas l'emportent 26 à 22. Cette année 1979, verra se dérouler au stade Madrazès de Sarlat-la-Canéda, devant 5000 personnes une rencontre qui opposa une sélection régionale à l’équipe de France auteur du Grand Chelem piloté par Jacques Fouroux. Ce jour-là, en présence du Président de la FFR Albert Ferrasse, sont officiellement créés les Barbarians français,,. En 1980, il dispute aussi avec le XV mondial une rencontre face à l'Argentine, rencontre remportée par celle-ci par 36 à 22.

### Entraîneur-sélectionneur de l'équipe de France
Plus tard, cette qualité de meneur et sa faconde le conduisent naturellement à la tête de l'équipe de France en tant qu'entraîneur. Il est nommé fin 1980 en remplacement d'Élie Pebeyre, alors que l'équipe de France traverse une très mauvaise passe (avant-dernière du Tournoi, écrasée en Afrique du Sud, battue par la Roumanie). Fouroux, qui bénéficie alors du soutien absolu du président de la Fédération, Albert Ferrasse, obtint de devenir le premier véritable entraîneur-sélectionneur du XV de France, alors que jusque-là, le choix des joueurs est laissé à la seule appréciation d'un comité de sélection. Celui-ci perdure encore quelques années, mais finit par disparaître. Surtout, Fouroux, qui marchait au coup de gueule et se nourrissait de la tension et du conflit, impose ses décisions et choisit ses hommes.
Les résultats sont à la hauteur de la révolution et de ses ambitions. Fouroux amène une continuité inédite dans la performance. Il ouvre sa carrière d'entraîneur par un Grand Chelem en 1981, sans jamais perdre plus d'une seule rencontre par Tournoi de 1983 à 1989 (après un Tournoi 1982 où l'équipe de France ne s'impose que face à l'Irlande à Paris). Fouroux mène ses troupes à la victoire finale en 1983, 1986, 1988, 1989 et glanant en chemin un deuxième Grand Chelem en 1987. En dix ans, la France ne termine que deux fois au-delà de la deuxième place.
Le plus grand fait d'armes de Fouroux reste cependant la participation à la finale de la toute première Coupe du monde de rugby 1987 contre la Nouvelle-Zélande à Auckland. Malgré la défaite, il rentre en héros, avec le souvenir d'avoir fait toucher les épaules des puissants Wallabies sur leur sol en demi-finale, de quoi faire taire ceux qui lui reprochaient de n'avoir jamais remporté une série de tests dans l'hémisphère Sud.
Spécialiste du jeu d'avants, Fouroux suscite des polémiques en choisissant souvent des joueurs très physiques aux dépens des créateurs plus fins, auxquels le rugby français était habitué. Il tente même d'imposer la bajadita, une technique de poussée en mêlée utilisée en Argentine.
En août 1990, il démissionne après une défaite contre la Roumanie survenue le 24 mai dans sa ville natale de Auch.

### Les dernières années

#### Dirigeant fédéral
Il devient président du comité Armagnac-Bigorre de rugby puis vice-président de la FFR. D'abord choisi par le président Albert Ferrasse pour devenir son successeur à la tête de la fédération, il est finalement en conflit avec ce dernier et crée une liste d'opposition pour les élections fédérales de 1991. S'avouant vite vaincu, il jette l'éponge et laisse Robert Paparemborde, son ancien coéquipier dans la fameuse équipe de 1977, mener cette liste face au duo Albert Ferrasse - Jean Fabre. Quelques mois plus tard, c'est finalement Bernard Lapasset qui devient le nouveau président de la fédération. Fouroux démissionne des instances nationales en 1992 et revient au terrain comme entraîneur du FC Grenoble.

#### Entraîneur de Grenoble

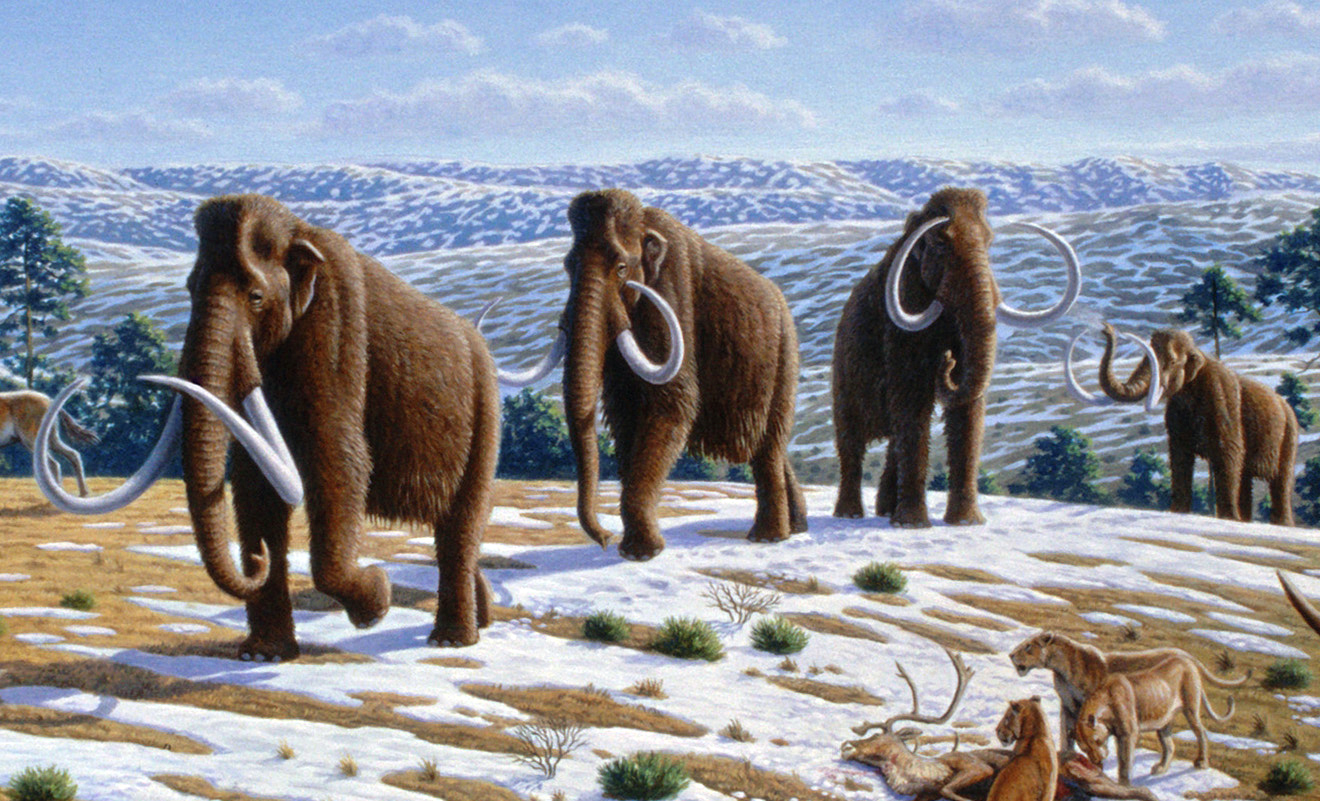
Les Mammouths de Grenoble étaient d’après Olivier Merle l’un des plus gros paquets d’avants du monde.

Comme entraîneur de Grenoble, il atteint la finale du championnat de France, grâce notamment à un pack surpuissant surnommé les Mammouths de Grenoble.
La défaite, sur un essai non valable accordé par l'arbitre monsieur Daniel Salles à Gary Whetton,, lui laisse un goût amer. Fouroux n'est alors pas tendre avec la Fédération en place. En effet, les Grenoblois dominateurs ne comptent seulement que deux petits points d'avance à la 62e minute quand Francis Rui, l'ouvreur Tarnais, tape une chandelle que le Grenoblois Franck Hueber attrape de volée et aplatit dans son en-but, puis dans son mouvement relâche le ballon. C'est après qu'aplatit à son tour le deuxième ligne castrais Gary Whetton. L'arbitre, Daniel Salles, valide l'essai. Les images montreront que Hueber avait aplati et que l'essai n'était donc pas valable. De plus, un essai d'Olivier Brouzet est également refusé aux Grenoblois ce soir-là, et Cyril Savy, l'arrière du FCG, pense aussi que son troisième but de pénalité, celui des 42 mètres qui passe largement au-dessus des poteaux et qui a été refusé, est valable. Fouroux, en conflit avec la Fédération, crie au complot.
Après la rencontre, à la question : « Comment avez-vous trouvé cette finale ? », Jacques Fouroux répond alors : « Salles. Très Salles ». « Mais c'est difficile pour Monsieur Salles, qui est d'Agen, ne l'oublions pas, et choisi par Ferrasse et Lapasset qui sont d'Agen et ne sont pas mes amis comme on le sait ».
Les Grenoblois sont alors très virulents à l'égard de l'arbitre et surtout de la Fédération française de rugby qui ne prônait alors pas le jeu agressif. Un t-shirt avec la photo de Franck Hueber aplatissant le ballon dans l'en-but grenoblois avec la mention « Hold-up au Parc » est créé pour l'occasion, reprenant la une du quotidien sportif L'Équipe intitulé « Il n'y avait pas essai ! ».
Par la suite, le FC Grenoble ne dépose pas réclamation au sujet de l'arbitrage auprès de la Fédération française de rugby.
Jacques Fouroux déclare alors : « Nous sommes champions de France du fair-play ».
L'arbitre reconnaît treize ans plus tard qu'il a commis une faute d'arbitrage ce jour-là, privant ainsi les Grenoblois du titre.
Presque 20 ans après, l'arbitrage de cette finale fait toujours parler dans le monde du rugby,,.
Le 19 juin 1993, il est invité pour entraîner les Barbarians français face au XV du Président pour le Centenaire du rugby à Grenoble.

#### Rugby à treize
Il claque alors la porte du rugby à XV et se lance en 1995 dans la création d'une ligue professionnelle de Rugby à XIII, la France Rugby League. Fouroux, qui avait brièvement accepté la présidence du Paris SG Rugby League en juin 1996, démissionne de toutes ses fonctions le 1er septembre 1996, et la ligue disparaît.

#### Derniers postes d'entraîneurs et disparition

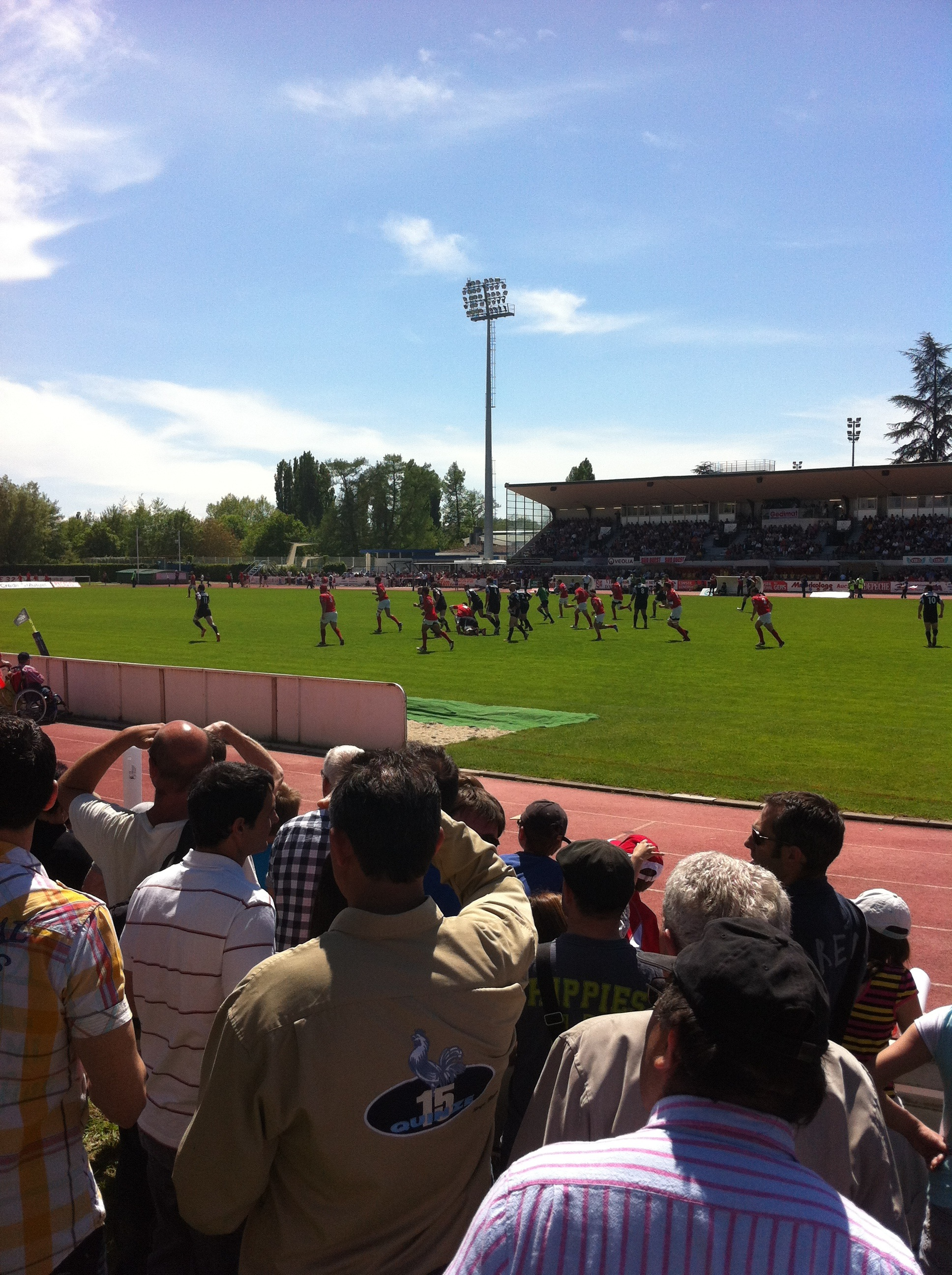
Stade du Moulias (actuel Stade Jacques Fouroux) où il a débuté comme junior.

Après un bref passage par le Racing club de France, il accepte de devenir le directeur sportif du FC Grenoble, pour la saison 2005-2006, mais la rétrogradation du club en Fédérale 1 pour raisons financières met fin au projet.
Il s'engage alors avec le club italien de L'Aquila Rugby avant d'en être licencié trois mois plus tard, le 4 novembre 2005. Il meurt six semaines plus tard d'une crise cardiaque. Ses cendres ont alors été dispersées sur le stade municipal dans l'enceinte du complexe omnisports du Moulias à Auch. Ce stade est baptisé depuis son décès stade Jacques-Fouroux.

## Carrière

### Joueur en club
- FC Auch : jusqu'en 1965
- US Cognac : jusqu'en 1970
- La Voulte sportif : 1970-1976
- FC Auch : 1976-1980

### Entraîneur et manager
- Entraîneur de l'équipe de France entre 1981 et 1990.
- Grenoble : 1992-1994[59]
- RC Orléans (manager général) : 2000-2001
- Grenoble : juin 2005 (Le club étant relégué administrativement, Fouroux qui avait signé en tant que manager, ne reste pas.)
- L'Aquila Rugby (Italie) : septembre - novembre 2005.

## Palmarès

### Équipe de France
Jacques Fouroux dispute vingt-sept rencontres sous le maillot de l'équipe de France, dont vingt-deux en tant que capitaine, entre 1972 et 1977. Il remporte le Grand chelem en 1977, en tant que capitaine d'une équipe qui joue avec les mêmes quinze joueurs les quatre rencontres.
Jacques Fouroux dispute onze rencontres du Tournoi, pour un bilan de sept victoires, deux nuls et deux défaites. Il inscrit deux essais, contre l'Irlande et l'Angleterre en 1976.
| Édition                       | Rang | Résultats France | Résultats Fouroux | Matches Fouroux |
| ----------------------------- | ---- | ---------------- | ----------------- | --------------- |
| Tournoi des Cinq Nations 1974 | 4e   | 1 v, 2 n, 1 d    | 0 v, 2 n, 0 d     | 2/4             |
| Tournoi des Cinq Nations 1975 | 3e   | 2 v, 0 n, 2 d    | 0 v, 0 n, 1 d     | 1/4             |
| Tournoi des Cinq Nations 1976 | 2e   | 3 v, 0 n, 1 d    | 3 v, 0 n, 1 d     | 4/4             |
| Tournoi des Cinq Nations 1977 | 1er  | 4 v, 0 n, 0 d    | 4 v, 0 n, 0 d     | 4/4             |

Légende : V victoire, N match nul, D défaite ;
la ligne est en gras quand il y a Grand Chelem.
En tant qu'entraîneur de l'équipe de France, il remporte le Tournoi à six reprises, en 1981, 1983, 1986, 1987, 1988 et 1989 dont deux Grands Chelems en 1981 et 1987. Il est également finaliste de la première Coupe du monde en 1987.

### Championnat de France
Son palmarès en tant qu'entraîneur est constitué d'une finale du championnat de France avec le FC Grenoble en 1993 où son club est privé du titre de champion de France dans des conditions rocambolesques.
Avec ce même club, il dispute la demi-finale du championnat en 1994.